# Sympetrum semicinctum
Sympetrum semicinctum – gatunek ważki z rodziny ważkowatych (Libellulidae). Występuje na terenie Ameryki Północnej – w USA i południowej Kanadzie.
W 2007 roku Erik M. Pilgrim i Carol D. Von Dohlen w oparciu o badania morfologiczne i genetyczne za młodszy synonim Sympetrum semicinctum uznali takson Sympetrum occidentale występujący w zachodniej części USA i Kanady. Autorzy za synonimy S. semicinctum uznali też podgatunki S. occidentale californicum i S. occidentale fasciatum, opisane na podstawie różnic w plamkowaniu skrzydeł, gdyż zmienność tej cechy w obrębie zasięgu występowania jest duża i nie jest wystarczającą przesłanką do wyróżniania podgatunków.